# Ypthima yamanakai
Ypthima yamanakai är en fjärilsart som beskrevs av Jinhaku Sonan 1938. Ypthima yamanakai ingår i släktet Ypthima och familjen praktfjärilar. Inga underarter finns listade i Catalogue of Life.